# 低炭水化物ダイエット

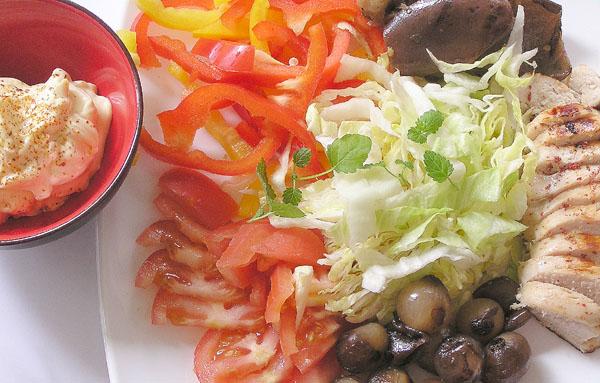
アトキンス・ダイエットに基づく食事の一例

低炭水化物ダイエット（ていたんすいかぶつダイエット、low-carbohydrate diet, Low-Carb Diet, Carbohydrate-Restricted Diet）とは、肥満や糖尿病の治療を目的として炭水化物の摂取比率や摂取量を制限する食事療法の一種である。「低糖質食」「糖質制限食」、「炭水化物制限食」「ローカーボ・ダイエット」とも呼ばれる。炭水化物が多いものを避けるか、その摂取量を減らす代わりに、タンパク質と脂肪が豊富な食べ物を積極的に食べる食事法である。
ロバート・アトキンス(Robert Atkin)が提唱したアトキンス・ダイエット(The Atkins Diet)のように、炭水化物の摂取を厳しく制限する食事法や、摂取制限を緩くする食事法もあり、摂取量については個人差がある。
アメリカ、日本、イギリスの各糖尿病学会はこの食事法を推奨していない。

## 学会の勧告
アメリカ糖尿病協会(The American Diabetes Association)が2013年に発表した声明では、過体重の患者の体重減少の方法のひとつとして、2年までの短期間に炭水化物の摂取比率は「全エネルギーの40%未満」とする穏やかな低炭水化物食が推奨されたが、腎機能、脂質の特徴、タンパク質摂取量の監視と、適切な低血糖治療が必要であるとされた。2014年にアメリカ糖尿病協会が発表した勧告（糖尿病患者の栄養摂取に関する勧告）では、「血糖値の制御には炭水化物計算法が重要ではあるが、カロリー源としての炭水化物・タンパク質・脂肪の最適なバランスは存在せず、個人個人の食生活や好みに合わせるべき」とされた（低脂肪食、カロリー制限食、地中海食も選択肢の1つに挙げている）。
2019年、アメリカ糖尿病協会が発表した栄養療法の総意報告では、「糖尿病患者の全炭水化物摂取量を減らすことは、血糖を改善するための最も多くの証拠を示しており、低炭水化物または超低炭水化物の食事プランで炭水化物摂取量を減らすことが現実的」とされた。
日本における糖尿病治療では、減量を目的とした短期間（2年間）の緩やかな糖質制限食（糖質130g/日以上）を導入することが2012年に提案されたことがある。しかし、『糖尿病診療ガイドライン2016』では、患者1人1人の病態ごとに適切な栄養素比率があり、多くの制約事項がある、とされる。
日本糖尿病学会はこの食事法を認めていない。2013年、日本糖尿病学会は提言を発表し、「様々な手法による結果が発表されているが、総エネルギー摂取量に関する記述が乏しかったり、途中脱落者が多いために最終的なサンプル数が不足していたり、統計的に有意差の検出が行えないものもある。血清クレアチニン上昇例を除外しているなど、腎臓機能障害の評価が不足している」とした。また、糖質制限食の流行を受けて、日本人の肥満の是正と糖尿病予防に関しては「運動療法とともに積極的な食事療法」と「総エネルギー摂取量の制限」（「カロリー制限）がもっとも重要であり、カロリー制限なしの炭水化物摂取制限は長期的な食事療法としての科学的根拠が不足しているため現時点では推奨できない」とまとめた。同学会は、炭水化物の摂取量について、「日本人の平均摂取比率と同様の50-60%（150g/日以上）程度の比率を目安とし、どのような糖尿病合併症を持っているかによって増減させてもよい」とした。これらは「炭水化物を制限する食事法を否定した」とみられている。
イギリス糖尿病学会は、「1型糖尿病患者には低炭水化物食の有効性を示すエビデンスが不十分であり、推奨できない」、「2型糖尿病には1年未満の短期間に体重減少効果がある場合があるが、長期的な効果やリスクについてはエビデンスが不足しており、低血糖症・頭痛・集中力低下・便秘等の副作用に注意が必要である」とした。

## 影響
低炭水化物食による体重減少の効果が、低脂肪食やゾーンダイエットといった他の食事法と比べて優れているかどうかについては、相反する臨床試験の結果が報告されている。2014年のメタアナリシスの結果によれば、「総カロリーが同じであれば効果に差はない」、「6ヶ月の短期間では低脂肪食と比較して体重が減少しているが、1年後では差が無くなる」と報告され、便秘や頭痛、口臭、筋痙攣、下痢、脱力感、発疹がより頻繁に見られる。糖尿病患者対象では、より高い炭水化物量の食事と比較して、脂質およびリポタンパク質に差があった研究と無かった研究があり、多くの研究で体重減少との交絡が生じていると指摘され、研究に偏りが生じている可能性がある。
2019年のシステマティックレビューで、糖尿病管理のために6か月以上追跡した20件のランダム化比較試験について、低脂肪食と低糖質食を比較したところ、血糖値の制御、体重と脂質に有意差はなかったが、一部の研究では低糖質食が有利であった。地中海食では、体重とHbA1cのより大きな減少と糖尿病の薬を必要としない時期が長かった。完全菜食とマクロビオティックでは血糖制御の改善、菜食ではより大きな体重減少とインスリン感受性を示した。結論としてよりよい血糖制御のために完全菜食、菜食、地中海食を導入すべきというエビデンスが見つかり、より長期の試験が必要とされる。

### 短期的な影響
2003年、低脂肪食と低糖質食をランダムに割り振った無作為化比較試験では、最初の6ヶ月間は低炭水化物のほうが体重が減少したが、1年後の状態では有意な差は見られなかった。2004年の研究では、6ヶ月の短期間に限り、体重が減少しているうちは、低糖質食を患者にすすめても安全だろうと提言されている。
ただし6ヶ月以内であっても、低炭水化物ダイエットでは便秘や頭痛が経験されることが多い（ある3ヶ月の実験で16人中2人以上、ある6ヶ月の実験で51%以上）。6ヶ月間の比較で、低脂肪食のダイエットと比較して低炭水化物ダイエットは口臭、筋痙攣、下痢、脱力感、発疹がより頻繁に見られた。
低脂肪食よりも低炭水化物食の方が、より体重減少やHDLコレステロール・血清トリグリセリドの改善がみられた。糖尿病患者が対象の2年間の比較では、「低炭水化物ダイエットと高炭水化物ダイエットとで、体重減少、HbA1cに有意差は無かった」との報告もある。
4週間の実験では、低炭水化物ダイエットは低脂肪ダイエットや低GIダイエットと比べて、血清中に増えるタンパク質CRP値と尿中コルチゾールの濃度が上昇し、心血管疾患の危険が高まったという、「炭水化物よりも脂肪から多くカロリーを摂取する、とアンケートに答えた人は乳がんのリスクが高い」と報告された。

### 長期的な影響
低糖質食が死亡率、心血管疾患にどう影響するかを調べた2012年発表のメタアナリシスによれば、「低糖質食は総死亡率を増加させる」と示された。
62,582人の男女で最大17.8年追跡し、発がん率との関係を調査したスウェーデンでの研究は、動物性たんぱく質の摂取は気道がん、飽和脂肪酸の摂取は大腸癌の発症と関連していた。なお、この研究では食事の質問票に対する被験者の回答が論拠となっている。
2018年のコホート研究のメタアナリシスによると、炭水化物の摂取エネルギーが40%未満または70%以上の場合、いずれも死亡リスクは上昇を示した。また、炭水化物を動物由来のタンパク質・脂質に置き換えた場合の死亡リスクは上昇し、植物由来のタンパク質・脂質に置き換えた場合の死亡リスクは低下した。
| 項目           | 炭水化物摂取エネルギー | 追跡期間 | 対象          | 研究手法 | 出典                     |
| -------------- | ---------------------- | -------- | ------------- | -------- | ------------------------ |
| 最小死亡リスク | 54%                    | 16.9年   | 日本93,654人  | コホート | Akter et al. (2020)      |
| 最小死亡リスク | 50-60%                 | 8年      | 韓国42,192人  | コホート | Kwon et al. (2020)       |
| 最小死亡リスク | 40-70%                 | 7.4-29年 | 8つのコホート | メタ解析 | Seidelmann et al. (2018) |

なお、サラ・B・サイドルマン(Sara B. Seidelmann)らによる論文『Dietary carbohydrate intake and mortality: a prospective cohort study and meta-analysis』の骨子は「摂取エネルギーの50％程度を炭水化物から取ることで長生きできる」というものであり、25年間の追跡調査を実施しているが、その25年間で被験者に対して食事について尋ねたのは2回だけである。この論文に対しては複数の研究者が批評を寄せている。
ジョスリン・L・タン＝シャラービィ(Jocelyn L. Tan-Shalaby)は「私はサラ・サイドルマンらとその同僚らによる研究を興味深く読んだが、これには注意せねばならない欠陥が複数ある。著者らは質問票を使った調査によるデータ収集には限界があることを十分に認めてはいるが、彼らの研究では、参加者らは25年間のうちに2回集まり、自分がどれぐらいの量の食べ物を食べたかを思い出すことになっていた」「重大な問題点をもう1つ挙げておくと、炭水化物の摂取量が最も少なかった参加者が、1日につき平均で1558kcalを摂取し、そのうちの37％が炭水化物によるものであった点にある。この分類分けの対比は、よく知られているケトン生成食（炭水化物の摂取割合は、摂取カロリーの約5％）および修正アトキンス・ダイエット（約10％）での炭水化物の摂取量が、定められたエネルギーの摂取量と著しく異なる」と批判している。
アンジェラ・A・スタントン(Angela A. Stanton)は、「1558kcalの食事において、37％の炭水化物は144gに相当する。アメリカ政府が推奨する炭水化物の1日あたりの摂取許容量は130gであり、これはこの研究で定義されている『低炭水化物ダイエット』よりも少ない。1655kcalは『飢餓食』(A Starvation Diet)と見なされており 、参加者が25年以上に亘ってこの食事を続けるのは不可能である。また、記憶を頼りとする情報収集は思い違いだらけであり、因果関係を明確にするためにこれを使うなどありえない」と批判している。
サイエンス・ジャーナリストのニーナ・タイショーツ(Nina Teicholz)は、「サラ・サイドルマンと同僚らによるこの論文には複数の問題点がある。第一に、食事についての情報は2つの実例のみに基づいており、食事内容の質が不十分である。彼らが使った食物頻度についての調査は制約を受けない形で検証されているようには見えず、質問事項は66個のみであり、ピッツァのような人気の高い食べ物の存在を無視している。1日あたりの摂取エネルギーは平均でおよそ1500kcalとの報告が示しているとおり、食べ物は明らかに過少申告されている」「第二に、この結果は、要するに、炭水化物を制限することで2型糖尿病を逆転させ、大部分の心血管危険因子を好転できること、ならびに、『炭水化物を制限する食事が、体重減少を目標とした他の食事と同等か、あるいはそれ以上に優れている』と結論付けた、数多くある厳格な無作為化比較臨床試験とは異なる。著者らは、このような健康の好転が最終的に寿命を縮める仕組みについてを説明せねばならない」「第三に、サイドルマンらが『最も好ましい』と判断した、『適度な』糖質食（摂取カロリーの50 - 55%）については、実を言うと、5万人以上の人間を対象とした臨床試験（※1993年から2001年にかけて、アメリカ国立衛生研究所(The National Institutes of Health)が実施した『The Women's Health Initiative 』〈『女性の健康構想』〉を指す。被験者の女性たちは、炭水化物の摂取を増やし、脂肪の摂取を減らし、「食べる量を減らして運動量を増やす」を8年間続けたところ、女性たちの腰周りは膨らんだ。さらに、研究の担当者は「炭水化物が多く、脂肪が少ない食事は癌を防げなかった」と報告した）が既に実施されている。以前に行われたこれらの試験の結果が示しているのは、この『炭水化物を適度に摂取する』食事法は、糖尿病、肥満、心臓病、あらゆる種類の癌に立ち向かうという点において、何の効果も見られなかったということである。このような食事は、高密度リポプロテイン・コレステロールを減少させ、血中における中性脂肪の濃度を増加させることが分かっており、これらはいずれも心血管の危険の悪化の前兆である。著者らは、自分たちの観察研究で得られた調査結果と、より厳密な臨床試験での証拠で得られた調査結果との間に見られるこれらの不一致に対処せねばならない」と批判している。
また、論文『Low carbohydrate diet and all cause and cause-specific mortality』における炭水化物の摂取量について、摂取エネルギーが最も低い群(1715kcal)での炭水化物の摂取割合は「65.2%」、摂取エネルギーが最も高い群（2440.6kcal）での炭水化物の摂取割合は「42.8%」となっている。炭水化物の摂取量については、前者は「約280g」、後者は「約261g」となっており、食事の内容については「食物頻度調査票」(Food Frequency Questionnaire)に基づいていた。

### 死亡率に関する10年以上の長期追跡調査
- 1993年から2003年にかけて、ギリシアで行われた22944人を対象としたコホート研究で、低炭水化物で高タンパクの食事はより高い総死亡率を示した[37]。2007年、スウェーデンにおける4万2237人の女性での12年間におよぶコホート研究では、低炭水化物で高タンパク食は総死亡率が高くなり、特に心血管における死亡率が増加していた[38]。
- 2010年、ハーヴァード大学による4万4548人の男性と8万5168人の女性による20年から26年間におよぶコホート調査では、動物性食品を基礎とする低糖質食は男女とも全原因の死亡率を増加させ、植物性食品による低糖質食は死亡率を低下させる、と発表した。これも食事の質問票に対する被験者の回答が論拠となっている[39]。
- 炭水化物を脂質に置き換えた場合、摂取する脂肪の種類（総脂質、飽和脂肪酸(SFAs)、一価不飽和脂肪酸(MUFAs)、多価不飽和脂肪酸(PUFAs)により、全死因死亡率や心血管疾患死亡リスクが異なることが報告された[40]。この報告によれば、総脂質またはSFAsは全死因死亡率が上昇し、MUFAsではリスクは低下した。また、MUFAsは有意な減少であったとされた[40]。
- NIPPON DATA 80の研究成果では日本人9200人を29年間追跡した結果として、摂取総エネルギーの51.1%を糖質で摂取しているグループは、摂取総エネルギーの72.2%を糖質で摂取しているグループと比べて、女性において心血管死のリスクが59%、総死亡のリスクが79%との報告がある[41]。

### 懸念
この食事法は、炭水化物の摂取量を可能な限り減らし、タンパク質と脂肪の摂取量を増やすものである。
「高タンパクの食事は、高炭水化物の食事と比較して、半年間でインスリン抵抗性が高まった」との報告がある。6週間の実験では、2011年の報告で、高穀類繊維 (High Cereal-Fiber)の食事よりも高タンパクの食事のほうがインスリン抵抗性を高くし、糖尿病リスクを上げる」と報告された）
世界保健機関が2007年にまとめた報告書では、「高タンパク質食は腎臓疾患患者の腎機能を悪化させるため、糖尿病、高血圧、多嚢胞性腎疾患によって腎不全の可能性がある場合には適切にタンパク質制限が行われるべきであり」、「高タンパク質食では特に動物性タンパク質による腎結石のリスク増加がありうるので、リスクのある患者では安全な量でかつ植物性タンパク質が望ましい」とされた。
責任ある医療医師会は、「高タンパク・低糖質な食事には、動物性食品に起因する健康リスクへの考慮が不足している」と発表した。
なお、腎臓の基礎疾患を有しているとタンパク質の摂取を増やす食事は腎臓に負担をかけ、腎機能を低下させる。